# Oligosita introflexa
Oligosita introflexa är en stekelart som beskrevs av Lin 1994. Oligosita introflexa ingår i släktet Oligosita och familjen hårstrimsteklar. Inga underarter finns listade i Catalogue of Life.